# Scott Clark
Scott Clark (* um 1990) ist ein US-amerikanischer Jazzmusiker (Schlagzeug, Komposition).

## Leben und Wirken
Scott Clark absolvierte sein Jazzstudium an der Virginia Commonwealth University und begann seine Musikerkarriere als Mitglied der Jazz- und Improvisationsmusikszene in Richmond, Virginia, wo er zunächst mit Darius Jones auftrat und in Gruppen wie Glows in the Dark und ILAD spielte, bevor er um 2010 sein eigenes Quartett gründete. Mit einer Affinität zu den avantgardistischen Innovationen des Free Jazz veröffentlichte er mit seiner Gruppe ScottClark4te ein erstes Album. In den folgenden Jahren begann er, aus dem Studium seiner eigenen indigenen Abstammung heraus, eine Reihe von Jazz-Suiten zu komponieren, beginnend mit Bury My Heart (2016), das er als Reaktion auf Dee Browns gleichnamiges Buch Begrabt mein Herz an der Biegung des Flusses (1970) verfasste, bis hin zu ToNow (Clean Feed Records, 2018), das als Beitrag zu The Standing geschrieben wurde, als Protest gegen den rechtswidrigen Bau einer Ölpipeline durch das Land der Ureinwohner. 2019 nahm er außerdem sein Soloalbum This Darkness für das Label Out of Your Head Records auf, für das er auch als Co-Kurator tätig ist. 2023 legte er in Sextettbesetzung das Album Dawn & Dusk vor. Clark lebt in  Richmond, Virginia.
Scott arbeitete außerdem mit Musikern wie Jason Ajemian, Jeb Bishop, Dave Rempis, Anna Webber; des Weiteren tourte er mit den Singer-Songwritern Matthew E. White und Natalie Prass. Er trat auf Festivals und in Veranstaltungsorten wie dem Sydney Opera House, Queen Elizabeth Hall (London), Hollywood Bowl, Glastonbury Festival, Eurockeennes, Latitude Festival, Bestival, Radio City Music Hall, Apollo Theatre und South by Southwest auf.

## Diskographische Hinweise
- ScottClark4tet: A & B (2012), mit Bob Miller, Jason Scott, Cameron Ralston
- ToNow (Clean Feed, 2017), mit Bob Miller, Jason Scott, Alan Parker, Toby Summerfield
- Dawn & Dusk (Out of Our Head, 2023), mit Laura Ann Singh, Bob Miller, J.C. Kuhl, Michael McNeill, Adam Hopkins